# ОШ „Меша Селимовић” Јања
ОШ „Меша Селимовић” једна је од основних школа у Бијељини. Налази се у улици Карађорђева бб, на магистралном путу Бијељина—Зворник, у насељу Јања. Име је добила по Меши Селимовићу, југословенском, српском и босанскохерцеговачком писцу који је стварао у другој половини 20. века.

## Историјат
Развој школства у Јањи датира између 1835. и 1843. године. Од најстаријих писаних докумената школа поседује разредну и матичну књигу из 1884—85. године. Године 1843. у центру Јање, на „Лазића плацу”, на простору где се данас налазе стамбене зграде, је била адаптирана једна старија грађевина за школску зграду, која се задржала до 1867. године када је изграђена нова школска зграда која добија назив „Народна основна школа”. Настава у овој школској згради је извођена до 1894. године када Аустроугарска гради другу школу са четири учионице у којој се настава изводила до 1983. године. Зграда је због дотрајалости срушена у новембру 2000. године.
До 1950. године Јања је имала четвороразредну основну школу, а тада је након мање доградње прерасла у осмогодишњу школу са називом „Алија Алијагић”. Године 1953. на локацији 500 метара ниже је саграђена нова школска зграда, тако да се настава одвија у оба школска објекта. Године 1962. школа добија нови назив ОШ „Браћа Лазић“ Јања у знак сећања на погинуле бивше ученике школе, браћу Момира, Косту, Војина и Мирка Лазића који су погинули у Народноослободилачкој борби народа Југославије борећи се за ослобођење домовине.
Године 1972. је саграђена нова школска зграда на месту старе, фискултурна сала, велики спортски терени као и пространо школско двориште. У школи је смештена библиотека, а од 1999. године и медијатека. Променила је назив 14. априла 1992. године у ОШ „Меша Селимовић” Јања. Пред рат 1991—92. године школа је имала 63 одељења са 1700 ученика, по завршетку рата 1996—97. године се тај број смањио на 58 одељења са 1602 ученика, а школске 2020—21. године тај број је пао на 47 одељења са 874 ученика. Од школске 1999—2000. године у једном делу просторија ове школе је почела да ради Средња стручна школа у Јањи. У свом саставу има пет подручних одељења Ново Насеље Јања, Ченгић, Модран, Глоговац и Чардачине, у којима наставу похађају ученици од првог до петог разреда. Од 2018—2019. године школа има електронски дневник и пет електронских учионица. Током свог постојања је имала више успешних пројеката.

## Подручна школа

### Глоговац
Основна школа „Меша Селимовић” у Глоговцу је почела са радом 1949. године и од тада је у саставу централне школе у Јањи. Ученици из села Горњи и Доњи Којчиновац, као и Глоговца похађају наставу од првог до петог разреда у две смене. Школа је први пут реновирана 1991. године, а 2011. је обновљена новом фасадом и столаријом. Настава се одвија и у два комбинована одељења. У склопу школе се налази пространо школско двориште, дечији парк са донираним реквизитима за игру и воћњаком. У школи су тренутно запослене три учитељице и домар.

### Модран
Радови на изградњи основне школе у Модрану су започети 1938. године на парцели коју је школи даровао Јован Кајмаковић, мештанин села. Након што је школа убрзано саграђена, радове на још недовршеном објекту је прекинуо почетак Другог светског рата 1941. године. Након завршетка, радови су настављени на завршавању започетог објекта, тако да школа на почетку 50-тих година почиње са радом под називом „Браћа Лазић”. У наредном педесетогодишњем периоду школа је прилично оронула и значајније је реконструисана 2006. године.

### Чардачине
Ради као петоразредна школа, у школској 2020—2021. години наставу је похађало 36 ученика. Изводи се у новој, условној згради која је саграђена 2011. године. Школска зграда располаже са три учионице, зборницом, оставом, ходником и мокрим чвором, а грејање је на електричну енергију. Васпитно–образовни рад изводе три наставника, а о хигијени простора брине један помоћни радник.

### Ченгић
Основна школа „Меша Селимовић” подручно одељење Ченгић је направљена 1935. године, а обновљена је 2005. Школа има пет одељења, са укупно 29 ученика, три наставника и једним помоћним радником.

### Ново насеље Јања
Подручно одељење Ново насеље Јања броји 102 ученика распоређених у пет одељења разредне наставе, запослено је пет учитеља. Школа у Новом насељу је изграђена у септембру 2006. године, а наставни процес је почео 21. октобра 2006. Тада је бројала 160 ученика распоређених у два одељења првог разреда и по једно одељење другог, трећег, четвртог и петог разреда, са шест учитеља. Школско двориште је уређено зеленилом, а у комплексу се налазе и спортски терени за кошарку, одбојку и фудбал.